# Diana Baig
Diana Baig (Urdu ڈیانا بیگ; * 15. Oktober 1995 in Gilgit, Pakistan) ist eine pakistanische Cricketspielerin, die seit 2015 für die pakistanische Nationalmannschaft spielt. Auch spielte sie für die Fußballnationalmannschaft.

## Kindheit und Ausbildung
Baig begann Cricket und Fußball auf der Straße zu spielen. Da ihre Familie den Ismailiten angehört, die als moderat gelten, hatte sie anders als andere Spielerinnen weniger Probleme in Pakistan Sport zu betreiben. So spielte sie für lokale Teams, betrieb Leichtathletik und war ab 2010 Teil des Cricketteams von Gilgit-Baltistan. Ihren Vornamen erhielt sie, da ihr Vater den Namen von Diana, Princess of Wales mochte.

## Aktive Karriere
Während sie im Jahr 2010 Cricket in Islamabad spielte, versuchte sie sich auch im Fußball für das Team von Gilgit-Baltistan, nachdem ihr Freunde erzählten, dass Spielerinnen benötigt würden. Sie wurde daraufhin ins Team aufgenommen. Im Cricket wurde sie beim Women’s Cricket World Cup 2013 als Ersatzspielerin nominiert, hatte dort jedoch keine Einsätze. Im Fußball wurde sie daraufhin in die Nationalmannschaft berufen und spielte bei der in Pakistan ausgetragenen Südasienmeisterschaft 2014 als Verteidigerin.
Ihr Debüt in der Cricket-Nationalmannschaft gab sie dann bei der Tour gegen Bangladesch im Oktober 2015, als sie ihr erstes WODI bestritt. Kurz darauf spielte sie auch ihr erstes WTwenty20 bei der Tour in den West Indies. Zunächst konnte sie sich nicht im Team etablieren, wurde aber dennoch für den Women’s Cricket World Cup 2017 nominiert. Hier konnte sie gegen Sri Lanka 3 Wickets für 41 Runs erreichen. Von da an spielte sie häufiger in der Nationalmannschaft. So war sie Teil der Mannschaft beim ICC Women’s World Twenty20 2018, spielte dort jedoch nur ein Spiel gegen Indien.
Bei der Tour gegen die West Indies im Februar 2019 konnte sie im zweiten WODI 4 Wickets für 34 Runs und im dritten 3 Wickets für 42 Runs erzielen und hatte so wichtigen Anteil am ersten Seriensieg gegen die West Indies. Beim ICC Women’s T20 World Cup 2020 in Australien spielte sie vier Spiele und erreichte gegen die West Indies und Südafrika jeweils 2 Wickets für 19 Runs. Bei der WODI-Serie in Südafrika im Januar 2021 erreichte sie im ersten Spiel neben 3 Wickets für 46 Runs im Bowling 35* Runs am Schlag. Im dritten Spiel konnte die dann 4 Wickets für 30 Runs hinzufügen und war damit erfolgreichste Bowlerin der Serie. Im Januar 2022 wurde sie für den Women’s Cricket World Cup 2022 nominiert. Dort spielte sie in allen sieben Spielen der Mannschaft, konnte jedoch nur 3 Wickets erzielen. Bei den Commonwealth Games 2022 bestritt sie alle drei Spiele der pakistanischen Mannschaft bei ihrem Ausscheiden in der Vorrunde, konnte jedoch ebenfalls nicht überzeugen. Beim Women’s Twenty20 Asia Cup 2022 erreichte sie unter anderem 2 Wickets für 11 Runs gegen Bangladesch. Kurz vor dem ICC Women’s T20 World Cup 2023 brach sie sich einen Finger und musste so absagen.